# クシヒゲムシ科
クシヒゲムシ科（クシヒゲムシか、Rhipiceridae）は甲虫の1科である。

## 特長

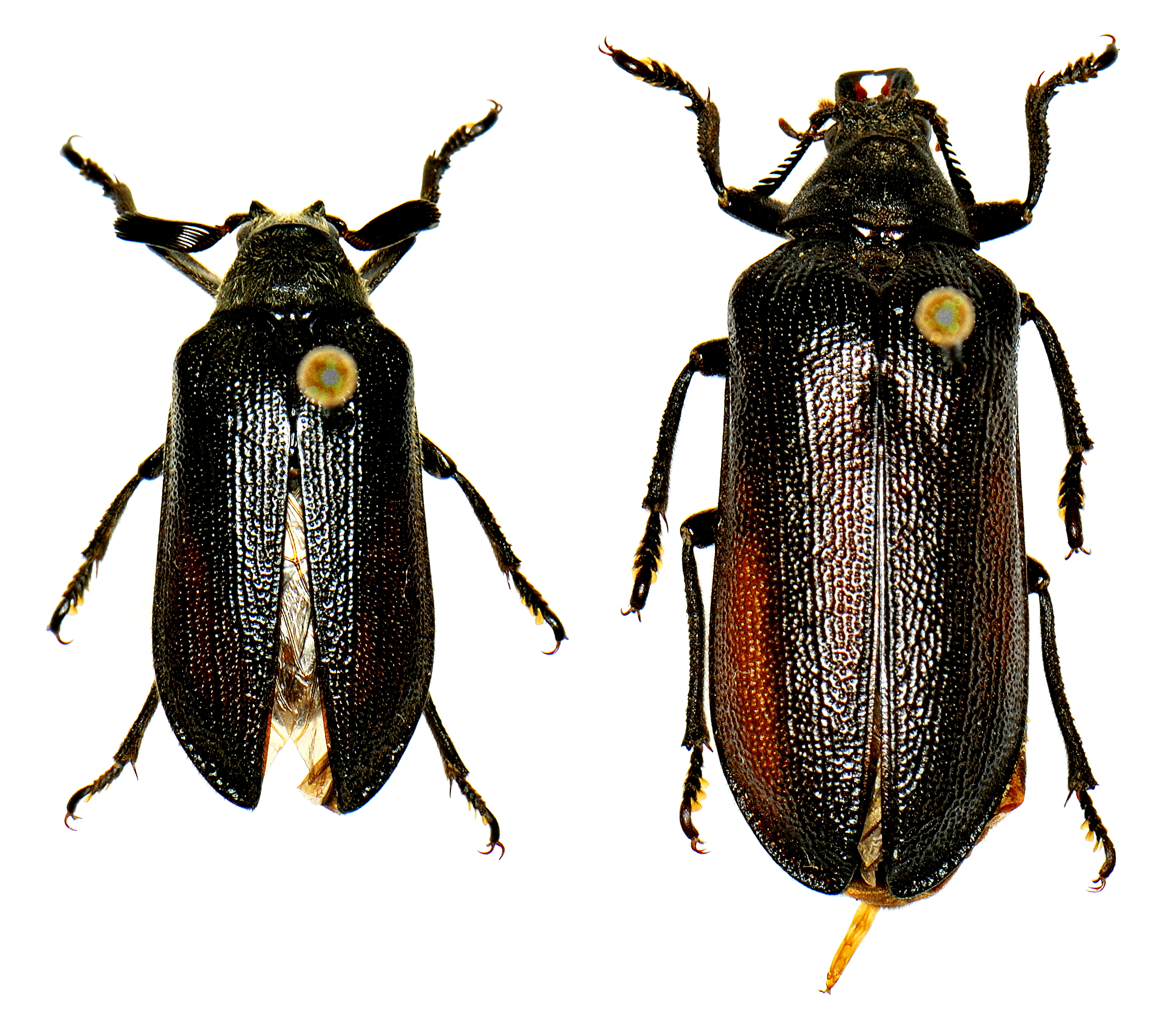
Sandalus niger
雄(左)と雌(右)

比較的大型の甲虫で、日本産のものは10-20mm程度の体長を有する。体型は細長くて頑丈で、背面には毛が多い。触角は各節から突出した細長い突起があるために櫛状、または鋸歯状になる。また触角は頭部の隆起の上から出る。前胸背板の後ろの縁は細かな鋸歯状になる。歩脚では脛節の外側の縁に歯状の突起がある。跗節はその下面に膜状の葉片があり、爪間板は大きくて刺毛がある。
生活史等は不明な点が多いが、北アメリカ産の種ではセミの幼虫に寄生するものが知られている。

## 分類
かつてはムネアカクシヒゲムシ Horatocera niponica なども本科に含まれていたが、これは現在ではホソクシヒゲムシ科 Callirhipidae に分けられた。現在ではこれらは類縁が近くないものとされ、黒沢他編著(1985)aでは本科はナガフナガタムシ上科 Dascilloidea に、この科はナガハナノミダマシ上科 Artematopoidea に置かれている。ただし単にクシヒゲムシと言う時にはこの両者をまとめる場合もある。
現在では本科には温帯から熱帯域に少数の種が含まれる。日本からはクチキクシヒゲムシ Sandalus segnis が北海道から九州まで、同属の2種が南西諸島から知られているのみである。